# Ginevra de' Benci
Ginevra de' Benci (Firenze, agosto 1457 – 1521) fu una delle donne più colte, raffinate e belle della Repubblica di Firenze ed è celebre perché posò per Leonardo da Vinci in un suo famoso ritratto.

## Biografia

### Nascita e famiglia

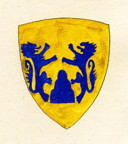
Stemma dei Benci del Sanna del quartiere di Santa Croce

Ginevra de' Benci nacque nell'agosto del 1457 da Amerigo de' Benci, un ricchissimo fiorentino impiegato nel mondo bancario e politico, ed era appartenente all'illustre casata dei Benci. Probabilmente, il nome datole alla nascita le venne attribuito per omaggiare la nonna paterna, Ginevra Peruzzi.
Se è certa la figura paterna, questo non vale per quanto riguarda quella materna. Infatti, secondo quanto riportato dalla studiosa Carla Glori, la madre è una "figura assente", ma, nonostante questo, non è difficile ipotizzare che dovette lasciare Ginevra orfana di madre molto presto, forse perché morta prematuramente o addirittura di parto, dandola alla luce. Se ciò avvenne non è chiaro, ma di certo non era un evento inusuale all'epoca. Tuttavia, secondo quando asserito nel libro edito da Carmen Bambach, Alison Manges e Rachel Stern, una certa Monna Antonia di Lorenzo Cresci (c.1438–1484) viene riportata come madre di Giovanni, fratello di Ginevra, e quindi della stessa Ginevra.
Per quanto riguarda i vari membri maschili della sua famiglia, invece, le fonti non scarseggiano. Il padre Amerigo, che poi fu priore nel 1463, iniziò la sua carriera entrando come impiegato nella compagnia commerciale della famiglia Medici, seguendo le orme del suo stesso padre. Infatti, Giovanni di Amerigo di Simone di ser Donato de' Benci, padre di Amerigo e nonno di Ginevra, fu uno dei principali collaboratori di Cosimo de' Medici, detto "il Vecchio", e ricoprì prima il ruolo di direttore della filiale svizzera di Ginevra della compagnia medicea e poi quello di unico direttore generale di tutte le filiali e compagnie associate dei Medici, dal 1443 al 1455. E, proprio come il padre, anche Amerigo fece ben presto carriera diventando prima socio e poi direttore della filiale ginevrina, per poi imporsi successivamente come un vero e proprio mecenate.
Morto il padre, già prima che Ginevra convolasse a nozze, a sostituirlo nel ruolo di capofamiglia e mecenate ci fu suo figlio Giovanni de' Benci, fratello di Ginevra. Giovanni, che fu anch'egli priore nel 1517, divenne infatti anche amico di Leonardo da Vinci e fu proprio a lui che quest'ultimo lasciò il suo mappamondo, una parte dei suoi libri, strumenti di lavoro e pietre preziose; nonché, fu proprio nella sua dimora, che il genio lasciò la sua Adorazione dei Magi (oggi custodita agli Uffizi) prima di abbandonare Firenze per Milano. Giovanni fu anche il possessore del codice con la volgarizzazione del Liber de medicina veterinaria di Giordano Ruffo.

### Formazione culturale

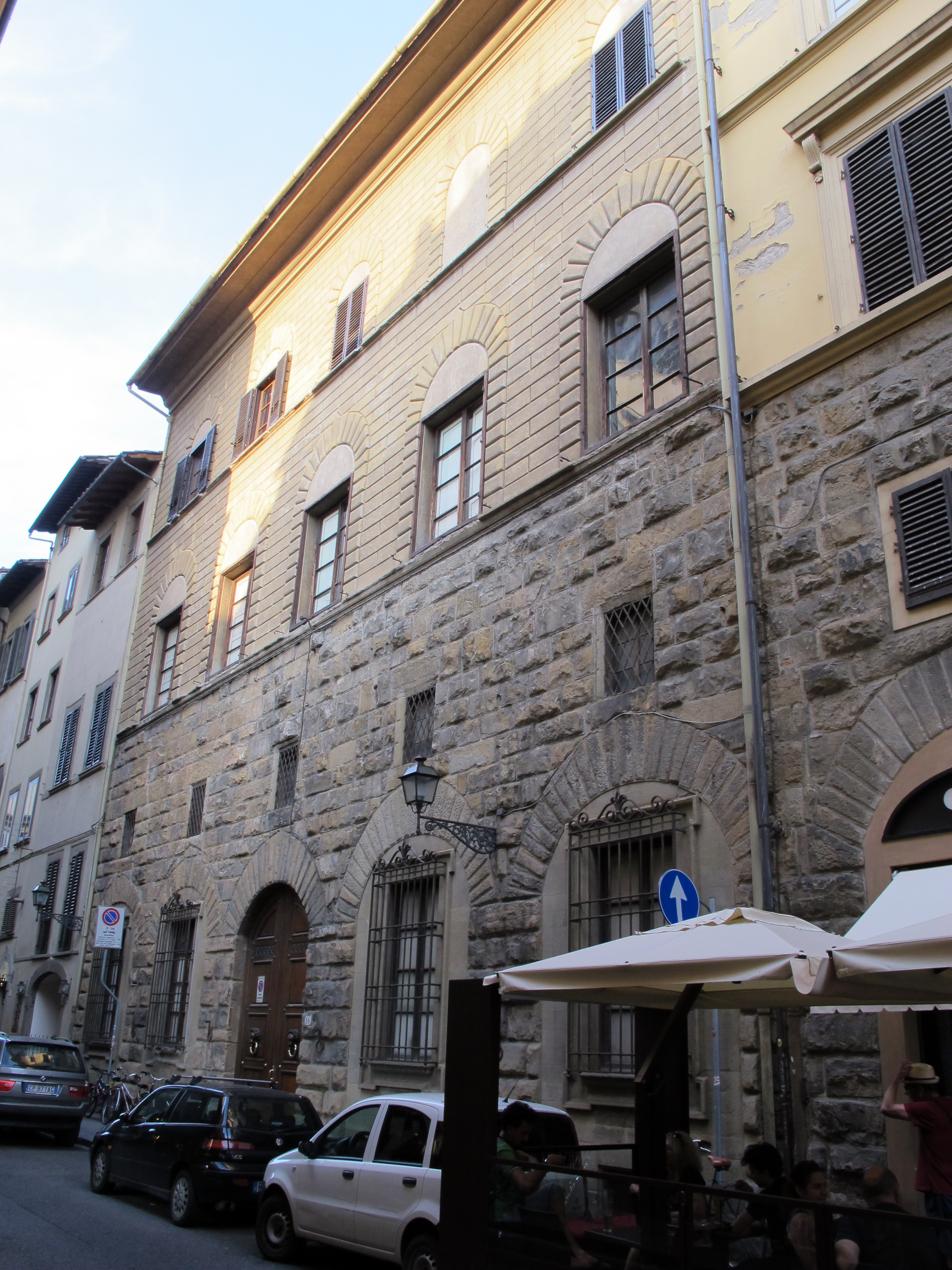
Palazzo de' Benci, nell'omonima via, a Firenze

La vita di Ginevra fu immersa nella cultura e ottenne certamente una formazione molto raffinata, poiché ebbe la possibilità di interfacciarsi direttamente con la più alta sfera intellettuale dell'epoca.
Infatti, alla morte del nonno, il padre entrò in possesso del cospicuo patrimonio familiare che, da una stima del 1457 era stato valutato nel complesso 26.338 fiorini, facendo di esso il secondo più grande patrimonio fiorentino e superato solo da quello dei Medici. Così, il padre iniziò ad interessarsi sempre di più alla brulicante vita colta del panorama toscano, iniziando a collezionare le opere degli antichi classici latini e greci ed iniziando ad accogliere nella sua dimora in via de' Benci vari intellettuali, studiosi e uomini d'arte.
E tra gli amici e gli ospiti della dimora dei Benci ci furono i membri del circolo intellettuale di Lorenzo de' Medici, detto "il Magnifico", e, in particolare, il filosofo umanista Marsilio Ficino. Ma lo stesso Magnifico frequentò i Benci, poiché è noto che il suo ultimo amore fu proprio una familiare di Ginevra; difatti, come riportato dal celebre storico Francesco Guicciardini in un passaggio delle sue Storie fiorentine dal 1378 al 1509, il Magnifico ebbe come sua ultima passione amorosa la storia con Bartolomea de' Nasi, moglie di Donato Benci e zia proprio di Ginevra. Ancora, come tanti altri, fu proprio il Magnifico a scrivere e dedicare a Ginevra due dei suoi sonetti, Segui, anima devota e Fuggendo Lot.

### Matrimonio
Già orfana di padre, nel 1474 andò in sposa a Luigi Niccolini, figlio di Bernardo Niccolini e nipote di Lapo di Giovanni di Lapo Niccolini. Il marito era più anziano di lei di quindici anni e Ginevra si sposò con lui portando una ricca dote di 1400 fiorini. Il contratto matrimoniale venne stipulato dal notaio Simone Grazzini da Staggia il 15 gennaio 1473 a Firenze, ma visto il modo fiorentino di calcolare il calendario secondo lo stile dell'Incarnazione, la data corrisponde in realtà al 1474.

### Vita coniugale e morte
Il marito Luigi Niccolini aveva già contratto un precedente matrimonio con un'altra donna, la quale tuttavia morì il 17 agosto 1473 e rese vedovo il Niccolini.
Nel 1470, Luigi e i suoi fratelli avevano ricevuto in eredità dal padre una drapperia e, per quanto riguarda la carriera personale, Luigi lo ritroviamo come priore nel 1478 e come gonfaloniere nel 1480. Ma, sebbene i Niccolini fossero una famiglia rispettabile, la loro fortuna era modesta. Infatti, sempre al 1480, risale anche una denuncia al Catasto in cui Luigi si lamentava delle sue ristrettezze e cattive condizioni economiche, ricordando anche che doveva sostenere le spese per mantenere la moglie inferma, poiché affetta da una lunga malattia. In effetti, pare che una delle ragioni delle sue basse finanze fosse il cattivo stato di salute di Ginevra, che era sotto costante cura dei medici.
Dall'unione di Ginevra e Luigi non nacquero figli. L'informazione risulta confermata da una lettera datata al 12 agosto del 1490 e scritta da Roma da un suonatore di viola, che si sottoscrive "G+H".
Il marito morì poco dopo avere dettato testamento il 31 marzo 1505. In esso, il Niccolini ordinava che venisse restituita alla moglie la dote nuziale, ma questa richiesta non venne del tutto eseguita, se non in minima parte a seguito di un'ipoteca sulla drapperia.
La questione della dote si trascinò fino al 1521, anno in cui Ginevra de' Benci era ormai morta. Lasciò una piccola proprietà al fratello Giovanni.

## Influenza artistica
Tra coloro che orbitarono attorno alla famiglia Benci, si ricorda soprattutto il geniale artista Leonardo da Vinci. Quest'ultimo venne probabilmente presentato ai Benci da Lorenzo de' Medici, sebbene è noto che questi già frequentassero la sua famiglia. Difatti, tra il 1458 e il 1465, vari membri della famiglia come Bartolomeo, Donato, Niccolò, Amerigo e Francesco, figli di Giovanni Benci, furono clienti del notaio ser Piero da Vinci, che era il padre di Leonardo.
E fu proprio Leonardo che, frequentando Palazzo Benci tra il 1474 e il 1480, vi dipinse il celebre ritratto di Ginevra de' Benci. La notizia è anche riportata dallo storico e artista Giorgio Vasari, che nella biografia leonardesca delle sue Vite afferma che «Ritrasse la Ginevra d'Amerigo Benci cosa bellissima».

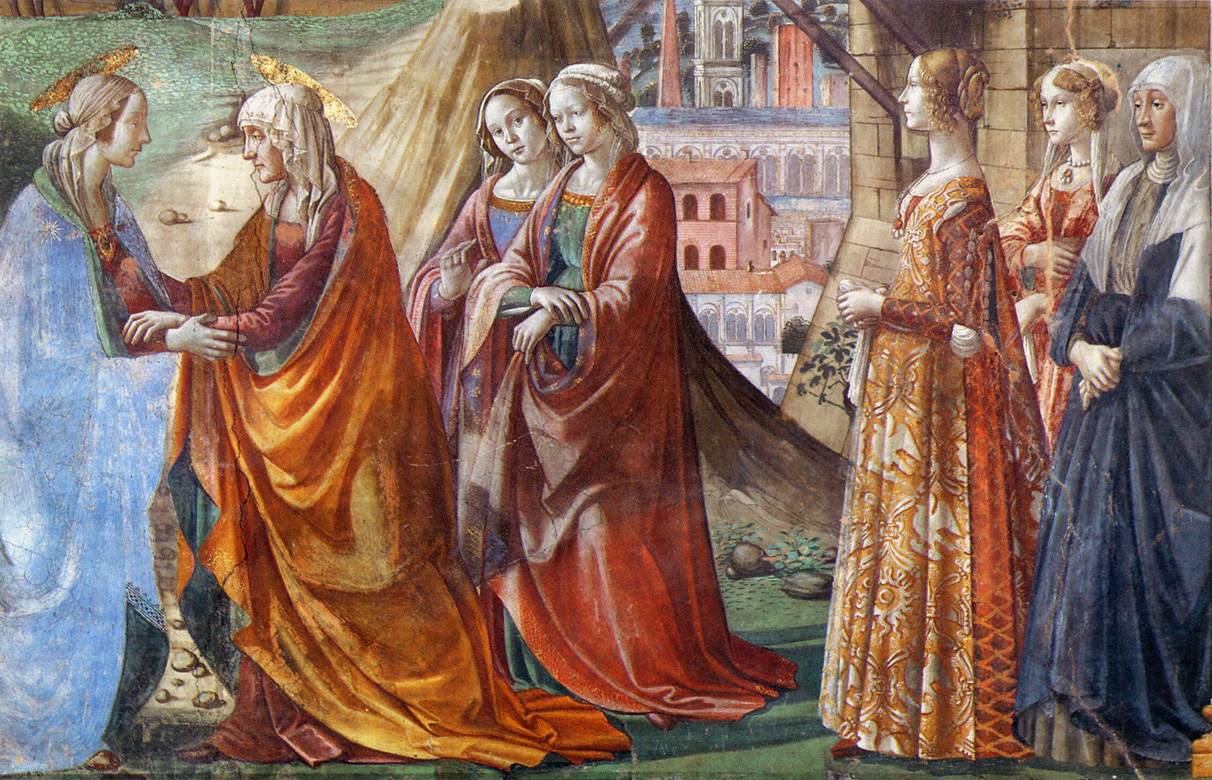
Particolare della porzione destra dell'affresco della Visitazione nella Cappella Tornabuoni

Sempre secondo il Vasari, la figura di Ginevra sarebbe anche stata ritratta da Domenico Bigordi, detto "il Ghirlandaio", tra quella delle donne nella Visitazione, uno degli affreschi della Cappella Tornabuoni (Basilica di Santa Maria Novella). Infatti, parlando della suddetta cappella nella sua biografia del Ghirlandaio, egli riporta che:
Ad oggi, la figura di Ginevra non è identificabile tra le altre donne e va anche sottolineato il fatto che, poiché l'affresco fu eseguito dal Ghirlandaio in un periodo compreso tra il 1488 e il 1490, è certamente inesatta la notizia riportata dal Vasari riguardante una Ginevra "fanciulla".

## Personalità

### Aspetto fisico

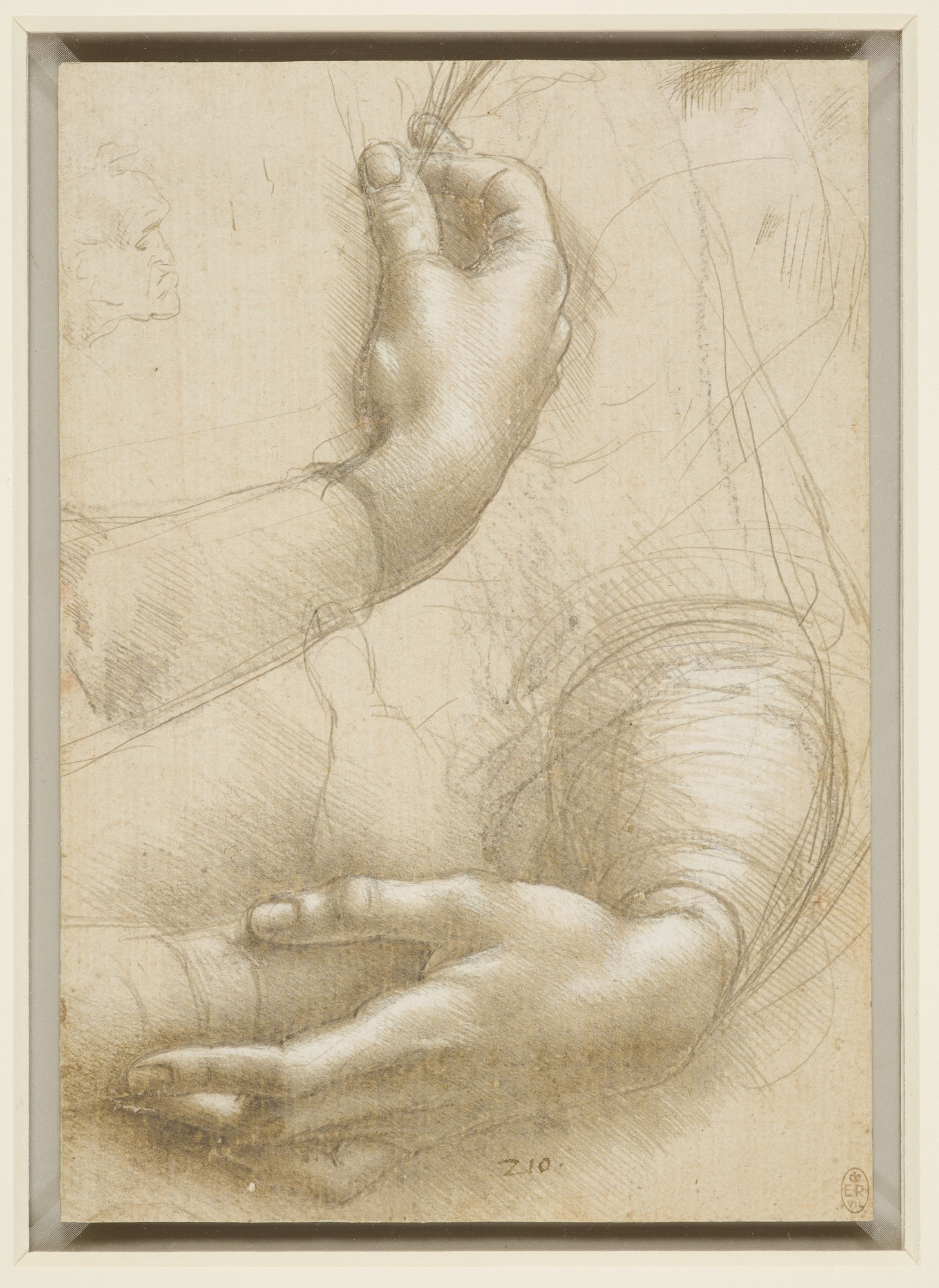
Studio di mani, disegno di Leonardo da Vinci (oggi nella Royal Collection): il disegno in questione è stato spesso collegato al Ritratto di Ginevra de' Benci, poiché è noto che quest'ultimo venne successivamente decurtato in epoca ignota e probabilmente una volta il dipinto doveva rappresentare anche le mani della donna nella zona inferiore perduta.

La stragrande maggioranza dei dettagli riguardanti l'esteriorità di Ginevra è chiaramente derivante dal ritratto dipinto da Leonardo. In esso possiamo conoscere la capigliatura, che doveva essere di un biondo scuro (o un castano molto chiaro), dai riccioli ondulati che i suoi capelli formano nel dipinto, si può dedurre che avesse i capelli naturalmente ricci o almeno mossi.
Nel quadro, il viso è tondeggiante, il collo e le labbra rosee sono sottili, così come sono sottilissime le sopracciglia leggermente arcuate, gli occhi sono di color marrone chiaro e presentano i segni quasi percettibili delle occhiaie. La pelle è rappresentata con una carnagione molto chiara, bianca, quasi pallida. Proprio la rigidità, l'espressione enigmatica e il pallore della pelle hanno dato nascita a varie tesi e speculazioni nel corso della storia.
Inoltre, Ginevra doveva essere una donna di bassa statura, visto il vezzeggiativo con il quale veniva talvolta affettuosamente appellata, la Bencina. Un esempio è dato da Agnolo Ambrogini, detto "il Poliziano", che in uno dei suoi racconti narra di come una Ginevra de' Benci, detta "la Bencina", fosse presente ai giochi di Piero di Lorenzo de' Medici nel 1478. Tuttavia, l'identificazione della Bencina con questa Ginevra de' Benci non è sostenuta da tutti; ad esempio, viene sostenuta dal Möller ma viene negata dal narratore e traduttore austriaco Albert Wesselski. Qui segue il testo del Poliziano riguardante l'episodio in questione:
(Agnolo Ambrogini, detto "il Poliziano", n. 319 dei cosiddetti Detti piacevoli)

### Relazione con Bernardo Bembo

Emblema personale di Ginevra de' Benci
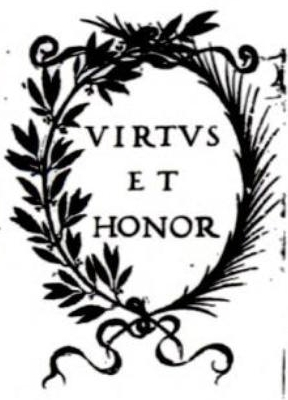
Emblema personale di Bernardo Bembo

La 18enne Ginevra, andata da poco in sposa a Luigi Niccolini, tra il 1475 e il 1476 incontrò per la prima volta Bernardo Bembo, che proprio in questo periodo era giunto come ambasciatore a Firenze.
Il Bembo era un cittadino della Repubblica di Venezia, laureato in filosofia e giurisprudenza, che svolse più volte ruoli ambasciatori e oratori per la Serenissima, in un momento particolarmente delicato per l'equilibrio politico degli Stati italiani. Quando giunse a Firenze era già al suo secondo matrimonio ed aveva portato con sé il giovane figlio Pietro Bembo. Questa ambasceria fiorentina, vista l'atmosfera di rinnovata amicizia scatenata dalla recente conclusione della Lega tra Venezia, Milano e Firenze, poté essere trascorsa senza particolari difficoltà politiche e questo permise al Bembo di poter coltivare i propri interessi.
È noto che tra Ginevra e Bernardo nacque un sentimento, che tuttavia fu, apparentemente, un puro esempio di amore platonico, e ne sono conferma le opere dei vari scrittori che ispirò. Ad esempio, tra i componimenti di coloro che fanno riferimenti a questo amore, vi sono le quattro elegie di Alessandro Braccesi e le quattro elegie e la dedicatoria della Xandra di Cristoforo Landino.
Il Bembo ritornerà una seconda volta a Firenze nel ruolo di ambasciatore di Venezia, tra il 1478 e il 1480.
Riguardo a questo rapporto, di notevole interesse è il motivo araldico sul retro del ritratto dipinto da Leonardo, che rappresenta l'impresa di Ginevra de' Benci. Infatti, dall'altro lato della tavola dipinta, vi si trova una corona formata da un ramo di alloro e una foglia di palma, con al centro un rametto di ginepro; a quest'ultimo, è avvolta una pergamena che reca inscritto il motto Virtutem Forma Decorat ("La bellezza adorna la virtù"). Il motto, oltre a lodarne la bellezza, sottolinea il fatto che Ginevra fosse una donna virtuosa e questo si unisce alla pianta di ginepro, che rappresenta un simbolo di castità, che all'epoca del Rinascimento veniva considerata la più grande virtù per una donna. Inoltre, anche dietro la figura della donna ritratta sono presenti le foglie appuntite e sempreverdi di un cespuglio di ginepro e la parola italiana per questa pianta rappresenta anche un gioco di parole col nome Ginevra". Ma, in questo caso, la particolarità più grande è il fatto che l'impresa rimanda direttamente proprio all'emblema personale di Bernardo Bembo, che, come quest'ultimo, era formato da una corona di alloro e palma (rappresentata alla stessa maniera) e anch'esso recava al centro un motto, questa volta con l'iscrizione latina Virtus et Honor ("virtù e onore"). Sorprendentemente, un esame a infrarossi del retro del dipinto ha rivelato il motto Virtus et Honor del Bembo sotto quello oggi visibile di Ginevra; dunque, è probabile che il Bembo abbia commissionato lui stesso l'emblematico dipinto araldico sul retro del ritratto ed è possibile, ma finora non è stato dimostrato, che abbia commissionato lui stesso anche il fronte.

## Omaggi e cultura di massa

### Omaggi poetici e letterari
La figura di Ginevra de' Benci, oltre ai riferimenti storico-artistici di Giorgio Vasari, fu anche presente in vari componimenti letterari, come quelli di Alessandro Braccesi, Cristoforo Landino e Lorenzo de' Medici, detto "il Magnifico".
Qui di seguito ne sono raccolti alcuni esempi.
la voce, o pecorella, del pastore. In questo nuovo tuo divoto ardore
non sospetti, non sdegni, invidia od ira: speranza certa al sommo bene aspira,
pace e dolcezza e fama in suave odore. Se in pianti o sospir semini talvolta
in questa santa tua felice insania,
dolce ed eterna poi fia la ricola. «Populi meditati sunt inania»;
lassali dire, e siedi, e Gesú ascolta,
o nuova cittadina di Bettania.»
(Lorenzo de' Medici, detto "il Magnifico", Segui, anima devota, primo sonetto "Alla Ginevra de' Benci" delle Rime spirituali del Canzoniere)
la cittá ch’arse per divin giudizio,
guardando indrieto il giusto e gran supplizio,
la donna immobil forma di sal piglia. Tu hai fuggito, ed e gran maraviglia,
la cittá ch’arde sempre in ogni vizio; sappi, anima gentil, che ’l tuo offizio
è non voltare a lei giamai le ciglia. Per ritrovarti il buon pastore eterno
lassa il gregge, o smarrita pecorella;
truóvati, e lieto in braccio ti riporta. Perse Euridice Orfeo giá in sulla porta,
libera quasi, per voltarsi a quella; però non ti voltar piú allo inferno.»
(Lorenzo de' Medici, detto "il Magnifico", Fuggendo Lot, secondo sonetto "Alla medesima" delle Rime spirituali del Canzoniere)
(Alessandro Braccesi, ad Ginevram Benciam puellam formosissimam)

### Omaggi cinematografici
- Leonardo, serie TV (2021): Ginevra de' Benci e il suo ritratto hanno liberamente ispirato parte del 2º episodio della serie.[21][22]

### Esplicazioni
1. ↑  Da Bambach, Manges, Stern, pag. 130, si viene a sapere che "nel 1469 e 1480 Giovanni abitava a Palazzo de' Benci [lett. "nelle due suddette case"] con i vari membri del suo entourage, cioè sua madre Monna Antonia di Lorenzo Cresci (1438 circa – 1484); suo fratello Carlo (nato nel 1458); sua sorella Ginevra (1457 – entro il 1521)". Tradotto in italiano dall'originale in inglese: 
«In 1469 and 1480 Giovanni was living in the two aforementioned houses with the various members of his entourage, that is, his mother Mona Antonia di Lorenzo Cresci (ca. 1438–1484); his brother Carlo (b.1458); his sister(s) Ginevra (1457–by 1521) [...]»
.
2. ↑  Da Guicciardini, pag. 77: 
«L'ultimo amore suo [di Lorenzo de' Medici], e che durò molti anni, fu in Bartolomea de' Nasi, moglie di Donato Benci; nella quale, benché non fussi formosa, ma maniera e gentile, era in modo impaniato, che una vernata che lei stette in villa, partiva di Firenze a cinque o sei ore di notte in sulle poste con più compagni e la andava a trovare, partendosene nondimeno a tale ora, che la mattina innanzi di fusse in Firenze.»

### Fonti
1. 1 2 3 4 5 6 7 8 9 10 11 12 13 14 15 16 17 18 19 20 21 22 23 24   Ada Alessandrini, BENCI, Ginevra, in Dizionario biografico degli italiani, Roma, Istituto dell'Enciclopedia Italiana. URL consultato il 24 marzo 2021.
2. 1 2 3  Glori, pag. 4.
3. 1 2 3 4 5 6 7 8 9   Yves Renouard, Eugenio Ragni, BENCI, Amerigo, in Dizionario biografico degli italiani, Roma, Istituto dell'Enciclopedia Italiana. URL consultato il 24 marzo 2021.
4. ↑   Yves Renouard, BENCI, Giovanni, in Dizionario biografico degli italiani, Roma, Istituto dell'Enciclopedia Italiana. URL consultato il 25 marzo 2021.
5. 1 2 3 4 5  (EN) Biography of Ginevra di Amerigo di Giovanni di Amerigo di Simone di Ser Donato de' Benci, su The New Yorker, 25 marzo 1967,  p. 39. URL consultato il 28 marzo 2021.
6. 1 2 3 4   IL DESTINO DI UNA DONNA IN UN RITRATTO: LA GINEVRA DE' BENCI DI LEONARDO, su arte.it. URL consultato il 24 marzo 2021.
7. ↑  Bambach, Manges, Stern, pag. 129.
8. ↑  Vasari nella Vita di Lionardo da Vinci Pittore e Scultore Fiorentino
9. 1 2  Vasari nella Vita di Domenico Ghirlandaio Pittore Fiorentino
10. ↑  (EN) A study of a woman's hands, su Royal Collection. URL consultato il 28 marzo 2021.
11. 1 2 3  (EN) Ginevra de' Benci, su National Gallery of Art. URL consultato il 28 marzo 2021 (archiviato dall'url originale il 16 novembre 2014).
12. ↑  Angelo Polizianos Tagebuch (1477-1479), a cura di Albert Wesselski, Jena (1929), pp. 18, 167 e n. 319 (il testo del Wesselki venne pubblicato in Italia nel 1985 da "Editori del Grifo" di
Montepulciano, a cura di Mariano Fresta).
13. ↑  E. Möller, Leonardos Bildnis der Ginevra dei Benci, in Münchner Jahrbuch der Bildenden Kunst, XII (1937-38), p. 200.
14. ↑   Poliziano - I detti piacevoli, su mori.bz.it. URL consultato il 24 marzo 2021.
15. 1 2 3 4 5 6   Angelo Ventura, Marco Pecoraro, BEMBO, Bernardo, in Dizionario biografico degli italiani, Roma, Istituto dell'Enciclopedia Italiana. URL consultato il 24 marzo 2021.
16. 1 2 3 4   Lina Bolzoni, Bembo, tra quadri e belle donne, su Il Sole 24 Ore, 11 dicembre 2017. URL consultato il 28 marzo 2021.
17. 1 2 3  (EN) Portrait of Ginevra de' Benci, su Web Gallery of Art. URL consultato il 28 marzo 2021.
18. 1 2 3 4  (EN) Wreath of Laurel, Palm, and Juniper with a Scroll inscribed Virtutem Forma Decorat, su National Gallery of Art. URL consultato il 28 marzo 2021.
19. ↑   Alessandro Braccesi carmina 2 - Ca' Foscari, su Università Ca' Foscari Venezia. URL consultato il 24 marzo 2021.
20. ↑   ad Ginevram Benciam puellam formosissimam, su perseus.tufts.edu. URL consultato il 24 marzo 2021.
21. ↑   LEONARDO, CAST E SEGRETI DELLA SERIE TV RAI SU LEONARDO DA VINCI, su Corriere della Sera. URL consultato il 24 marzo 2021.
22. ↑   Debutta su Rai 1 la grande serie dedicata a Leonardo da Vinci, su artemagazine.it. URL consultato il 24 marzo 2021 (archiviato dall'url originale il 24 marzo 2021).